# Hans Thomissøn
Hans Thomissøn född 1 mars 1532 i Ribe och död  22 september 1573 då han tjänstgjorde som kyrkoherde i Smörum och Sokkelunds Härad. Son till prästen Thomas Knudsen Hygom. Präst i Vor Frue Kirke i Köpenhamn. Psalmförfattare och psalmboksutgivare. Gav ut Hans Thomissøns Psalmebog 1569. Tillsammans med sin far samlade han latinska och tyska psalmer för översättning och utgivning av Den danske Psalmebog/ met mange Christelige Psalmer/ Ordentlig tilsammenset/ formeret og forbedret. Aff Hans Thomissøn. Prentet i Kiøbenhaffn/ af Laurentz Benedicht. Cum gratia et Priuilegio Serenissimæ Regiæ Maiestatis – alltså en auktoriserad psalmbok med kungligt privilegium. Många av hans psalmer bearbetades senare för modernisering av texterna utförd av Nikolaj Frederik Severin Grundtvig.

## Psalmer
- Alzmächtige Gudh i Himmelrijk 1695 års psalmbok nr 337, 1819 års psalmbok nr 370
- Den kristne kirkes skønne navn nr 329 i Psalmebog for Kirke og Hjem. På s. 74-75 i Göteborgspsalmboken 1650 och nr 140 i 1695 års psalmbok Välsignat vare Jesu namn Finns på Wikisource.
- Dig Herre mild jag tacka vill 1695 nr 344
- Herre Krist vi dig nu prisa 1695 nr 340
- Herre Jesu Christ, min frelsare tu äst (Göteborgspsalmboken 1650 s. 132-134, 1695 års psalmbok nr 142, 1819 års psalmbok nr 195).
- Hwi berömmer tu fast dig 1695 nr 61, översatt Martin Luthers Hwi trozer du
- Jeg lyfter højt mit øje op, nr 19 i Psalmebog for Kirke og Hjem.
- Jeg vil mig Herren love nr 510 i Psalmebog for Kirke og Hjem.
- MIn sjæl, hvi vil du græmme dig översättning av Hans Sachs text Warum betrübt du dich, mein Seele till danska. Nr 18 i Psalmebog for Kirke og Hjem. På s. 57-60 i Göteborgspsalmboken 1650 och nr 282 i Psalmebog for Kirke og Hjem Mitt hierta hwij grämer tu tigh
- Naar tid og time er for hand översättning av Nicolaus Hermanns text till danska. Nr 636 i Psalmebog for Kirke og Hjem. (Göteborgspsalmboken 1650 s. 244-247, 1695 års psalmbok nr 390)
- Naar vi vort øje lukke til översättning av Caspar Francks text till danska. Nr 448 i Psalmebog for Kirke og Hjem.
- O Fader vår, högt över oss Göteborgspsalmboken 1650 s. 60-61 Finns på Wikisource.
- O Jesus, hør mig for din død översättning av Michael text till danska. Nr 588 i Psalmebog for Kirke og Hjem.
- O Jesus, morgenstjerne nr. 461 i Psalmebog for Kirke og Hjem.
- Sjungom nu av hjärtans grund 1695 nr 339 översatt Thomas Selneccerus' tyska psalm "Singen wir aus Herzen-Grund"
- Synden gør mennesken blind og lam översättning av Michael text till danska. Nr 462 i Psalmebog for Kirke og Hjem.
- Til dig alene, Herre Krist översättning av en möjligen tysk text författad av Johannes Schnesing till danska. Nr 502 i Psalmebog for Kirke og Hjem. I svenska 1819 års Psalmbok, nr 194, anges Johannes Schnesing som författare till den tyska psalmen. För psalm nr 269 i 1937 års psalmbok  uppges att översättningen till svenska är gjord av Laurentius Petri Gothus 1564 Till dig allena Jesu Krist, och Konrad Hubert anges som författare år 1540. Johan Olof Wallin bearbetade texten år 1816 för 1819 års psalmbok.